# Pincehely
Pincehely est un village et une commune du comitat de Tolna en Hongrie.

## Géographie
Les hameaux de Görbő (hu) et de Felsőgyánt (Gyánt-puszta) font partie de la commune de Pincehely

## Les Hospitaliers
Gyánt était une commanderie des Hospitaliers de l'ordre de Saint-Jean de Jérusalem dont l'existence est attestée depuis la fin du XIIe siècle. Elle perdura jusqu'au XIVe siècle avant de devenir un membre de la commanderie de Székesfehérvár (Prieuré de Hongrie).